# 卡勒·科利约宁
卡勒·科利约宁（芬蘭語：Kalle Koljonen，1994年2月26日—），芬蘭男子羽毛球運動員。

## 簡歷
五歲起在芬蘭万塔接觸羽球。
2014年4月，科利约宁出戰克羅地亞羽毛球國際賽，在準决赛中以0比2 （15-21、14-21）不敌赛会头号种子、德国的卢卡斯·施密特。
2015年5月，科利约宁出戰斯洛文尼亞國際賽，在决赛中以1比2 （21-12、19-21、20-22）不敌赛会2号种子、乌克兰的德米特罗·扎瓦德斯基，贏得男子單打比賽亞軍。同年10月，科利约宁在匈牙利國際賽，在决赛中以2比1 （19-21、21-17、21-15）击败了丹麦的拉斯穆斯·梅塞施密特，首次贏得個人首個成人級別國際賽事男單冠軍。
2016年5月，科利约宁出戰希臘羽毛球公開賽，在準决赛中以0比2 （16-21、18-21）不敌赛会头号种子、丹麦的金·布鲁恩。同年8月，他出戰保加利亞羽毛球公開賽,在决赛中以0比2 （14-21、19-21）不敌丹麦的帕特里克·比耶勒高。接着11月，他出戰挪威羽毛球國際賽，在决赛中以2比0 （21-19、21-13）淘汰了丹麦的卡斯帕·迪內森，赢得了个人第二个国际赛的冠军。同期11月，他出戰芬蘭羽毛球國際賽，在男单决赛中以2比3 （7-11、7-11、11-8、12-10、4-11）不敌赛会3号种子、丹麦的維克多·斯文森，同时与Julius von Pfaler的男双準決賽中以0比3 （8-11、8-11、9-11）不敌赛会4号种子、波兰的卢卡斯·莫伦/沃伊切赫·苏库德拉尔塞克。
2017年1月，科利约宁出戰冰島羽毛球國際賽，在决赛中以0比2 (11-21、17-21）不敌赛会3号种子、印度的薩凡卡爾·戴伊。同年4月，他出戰荷蘭羽毛球國際賽，在决赛中以1比2 （22-20、19-21、17-21）不敌赛会7号种子、印度的阿南·帕瓦尔。年底11月，他出戰匈牙利羽毛球國際賽，在準决赛中以1比2 （12-21、21-13、14-21）不敌丹麦的維克多·斯文森。
2017年8月，科利约宁參加蘇格蘭格拉斯哥舉行的世界羽毛球錦標賽，出戰男子單打項目，首圈就以0比2（14-21、16-21）不敵頭號種子、南韓的孫完虎出局。

## 主要比賽成績
只列出曾進入準決賽的國際賽事成績：
| 年份   | 賽事                     | 公開賽級別 | 項目     | 拍檔              | 成績   |
| ------ | ------------------------ | ---------- | -------- | ----------------- | ------ |
| 2014年 | 歐洲男子羽毛球團體錦標賽 | 其他       | 男子團體 | －                | 季軍   |
| 2014年 | 克羅地亞羽毛球國際賽     | 國際系列賽 | 男子單打 | －                | 準決賽 |
| 2015年 | 斯洛文尼亞羽毛球國際賽   | 國際系列賽 | 男子單打 | －                | 亞軍   |
| 2015年 | 匈牙利羽毛球國際賽       | 國際系列賽 | 男子單打 | －                | 冠軍   |
| 2016年 | 希臘羽毛球公開賽         | 國際系列賽 | 男子單打 | －                | 準決賽 |
| 2016年 | 保加利亞羽毛球公開賽     | 國際系列賽 | 男子單打 | －                | 亞軍   |
| 2016年 | 挪威羽毛球國際賽         | 國際系列賽 | 男子單打 | －                | 冠軍   |
| 2016年 | 芬蘭羽毛球國際賽         | 國際系列賽 | 男子單打 | －                | 亞軍   |
| 2016年 | 芬蘭羽毛球國際賽         | 國際系列賽 | 男子雙打 | Julius Von Pfaler | 準決賽 |
| 2017年 | 冰島羽毛球國際賽         | 國際系列賽 | 男子單打 | －                | 亞軍   |
| 2017年 | 荷蘭羽毛球國際賽         | 國際系列賽 | 男子單打 | －                | 亞軍   |
| 2017年 | 匈牙利羽毛球國際賽       | 國際系列賽 | 男子單打 | －                | 準決賽 |
| 2019年 | 阿塞拜疆羽毛球國際賽     | 國際挑戰賽 | 男子單打 | －                | 準決賽 |
| 2019年 | 白夜羽毛球賽             | 國際挑戰賽 | 男子單打 | －                | 準決賽 |
| 2021年 | 歐洲羽毛球錦標賽         | 其他       | 男子單打 | －                | 季軍   |
| 2022年 | 巴林羽毛球國際系列賽     | 國際系列賽 | 男子單打 | －                | 亞軍   |
| 2022年 | 巴林羽毛球國際挑戰賽     | 國際挑戰賽 | 男子單打 | －                | 準決賽 |
| 2023年 | 波蘭羽毛球公開賽         | 國際挑戰賽 | 男子單打 | －                | 亞軍   |
| 2023年 | 瑞典羽毛球公開賽         | 國際系列賽 | 男子單打 | －                | 亞軍   |
| 2023年 | 斯洛文尼亞羽毛球公開賽   | 國際挑戰賽 | 男子單打 | －                | 準決賽 |
| 2024年 | 阿塞拜疆羽毛球國際賽     | 國際挑戰賽 | 男子單打 | －                | 準決賽 |
| 2024年 | 土耳其羽毛球國際挑戰賽   | 國際挑戰賽 | 男子單打 | －                | 冠軍   |
| 2024年 | 愛爾蘭羽毛球公開賽       | 國際挑戰賽 | 男子單打 | －                | 準決賽 |

| 2007-2017年 | 首要超級賽 | 超級賽 | 黃金大獎賽 | 大獎賽 | 國際挑戰賽 | 國際系列賽 | 未來系列賽 | 其他 |

| 2018-2026年 | 總決賽 | 超級1000賽 | 超級750賽 | 超級500賽 | 超級300賽 | 超級100賽 | 國際挑戰賽 | 國際系列賽 | 未來系列賽 | 其他 |

### 奧運會和世錦賽參賽紀錄
|          | 2017 | 2018 | 2019 | 2020       | 2021 | 2022 | 2023 | 2024        |
| -------- | ---- | ---- | ---- | ---------- | ---- | ---- | ---- | ----------- |
| 男子單打 | 64強 | 64強 | 64強 | 小組第二名 | 32強 | 64強 | 64強 | 小組第三名1 |

1中途退賽